# Добропольский сельский совет (Бучачский район)
Добропольский сельский совет (укр. Добропільська сільська рада) — входит в состав
Бучачского района
Тернопольской области
Украины.
Административный центр сельского совета находится в 
с. Доброполе.

## История
- 1947 — дата образования.

## Населённые пункты совета
- с. Доброполе
- с. Матеушовка